# アイアンマン2
『アイアンマン2』（Iron Man 2）は、2010年のアメリカ合衆国のスーパーヒーロー映画。マーベル・スタジオ製作。
「マーベル・コミック」のヒーローコミック作品『アイアンマン』の実写映画化の第2弾。2008年の映画『アイアンマン』の続編である。また、様々な「マーベル・コミック」の実写化映画作品を、同一の世界観のクロスオーバー作品として扱う『マーベル・シネマティック・ユニバース』としては、第3作品目の映画となる。

## 概要
前作『アイアンマン』の公開後、そのヒットを受け本作の製作が決定。監督のジョン・ファヴローによると前作の製作当初から3部作構想があり、第2作での悪役に「アイアンモンガー」を想定していたと言うが、結局アイアンモンガーは前作の悪役として登場、ジェフ・ブリッジスが同役を演じた。その結果、製作側は本作における新たな悪役としてミッキー・ローク演じる「ウィップラッシュ」、そしてサム・ロックウェル演じる「ジャスティン・ハマー」を登場させている。また、原作の人気キャラクターであるもうひとりのアイアンマンこと「ウォーマシン」、そして謎めいた女スパイの「ブラック・ウィドウ」も本作より登場。それぞれドン・チードルとスカーレット・ヨハンソンが演じている。ちなみにチードルは、前作から降板したテレンス・ハワードの後を継ぐ形でキャスティングされた。このチードル演じるジェームズ・“ローディ”・ローズが本作に初登場する後ろ姿のシーンにおける彼のセリフは、単に劇中における「ローディ」のセリフというのみならず、このキャスティング変更について観客に説明するために監督がチードルやロバート・ダウニー・Jrと相談して付け加えるに至った脚本に無いセリフである。メインロールであるアイアンマンことトニー・スターク役、そしてトニーを支えるペッパー・ポッツ役は前作同様、ロバート・ダウニー・Jrとグウィネス・パルトロウが続投している。監督のファヴローも前作に続いて俳優として出演しており、メインキャスト扱いではないものの、前作と比べて出番が多くなっている。
2008年7月、映画『トロピック・サンダー / 史上最低の作戦』の脚本を執筆し、同作に出演したダウニー・Jrにアカデミー賞ノミネートをもたらしたジャスティン・セロウがダウニー・Jrの推薦によってライターに就任。原作の1エピソード「Demon in the Bottle」編をモチーフとし、ファヴローとダウニー・Jrによる原案を基に執筆を始めた。ストーリーボードはアニメーターとして知られるゲンディ・タルタコフスキーが担当。また『リーサル・ウェポン』などの脚本で知られるシェーン・ブラックが、ファヴローとダウニー・Jrに「トニーの人物像を物理学者ロバート・オッペンハイマーに近づけてはどうか」などのアドヴァイスをした。ちなみにブラックは、本シリーズの次作である『アイアンマン3』にて、ファヴローに代わって監督を務めることが決定している。アイアンマンのアーマーをデザインしたのは前作に引き続いてアディ・グラノヴ。
前作からバージョンアップした新型パワードスーツのデザインには、原作コミックだけでなく『APPLESEED』や『ウルトラマン』。日本のアニメの影響もあると話す。
主要撮影は2009年4月6日より、カリフォルニア州のマンハッタンビーチにあるローリー・スタジオにて開始。撮影現場では作品の情報漏洩を防ぐため、『Rasputin』というフェイク・タイトルが使われた。また、モナコでのシーンは急遽一部が撮影不可能となり、ロサンゼルスにセットを作って撮影した。
日本での配給は前作のソニー・ピクチャーズからパラマウント映画の日本法人であるパラマウント ジャパンに変更され、全世界で配給元が統一された。

## ストーリー
トニー・スタークが自らアイアンマンであると公表してから半年後。「マーク4」を纏って世界各地で起こる紛争を鎮圧し続け世界平和のために貢献しようとするトニーだったが、政府からアーマーを兵器として見なされアーマーの引き渡しを求められてしまう。アーマー開発の経緯からトニーは断固として要求を拒否するが、トニーの体はアーマーの動力源にして生命維持装置でもあるアーク・リアクターの動力源「パラジウム」が放出する毒素に蝕まれつつあった。トニーは命あるうちに使命を全うすべく、スターク・インダストリーズ社長の座を秘書のペッパーに譲り、新たな秘書として法務部にいたナタリー・ラッシュマンをヘッドハンティングする。同時に、後世に自身のテクノロジーを伝える博覧会「スターク・エキスポ」を盛大に開催した。
それと前後して、かつてアメリカに亡命し、トニーの父親であるハワード・スタークの共同研究者を務めた事もあるロシアの元物理学者、アントン・ヴァンコが他界。彼はハワードともにアーク・リアクターの研究に携わっていた優秀な化学者だったがスパイ容疑で逮捕され、強制送還された後シベリアに送られて貧しい生活を余儀なくされた。アントンの息子、イワンはその事でスターク一族を逆恨みし、父が残していた設計図から独学で小型アーク・リアクターを作り上げ、それを動力源として動く武器「エレクトリカル・デス・ウィップ」を開発。モナコにてカーレースに参加中のトニーを急襲するも、「マーク5」を装着したトニーによって返り討ちにされてしまう。イワンは収監されるも、この事件はアイアンマンと同等のテクノロジーが他に存在することを世間に知らしめ、「トニー・スターク1人で世界を守れるのか」「政府にアーマーを渡せば良かったのではないか」と世論を巻き起こす。それに嫌気がさしたトニーはマリブにある自宅で開催した自らの誕生会にアーマーを着て現れ、泥酔して大騒ぎするなど醜態をさらしてしまう。そんな彼に堪忍袋の緒が切れた空軍中佐のトニーの友人ローディは、彼を止めるためにトニーの自宅にあった「マーク2」を無断で装着して殴り合いのケンカをし、そのままマーク2を没収して空軍に持ち帰る。
一方、スターク・インダストリーズのライバル会社であるハマー・インダストリーズの社長、ジャスティン・ハマーが裏で手を回してイワンを脱獄させていた。ハマーは目の敵であるトニーの技術力を凌駕し、優れた科学者でもあるイワンを雇い自社の兵器ラインを拡張させ、政府との軍事提携を目論んでいた。イワンの介入で当初の目論見からは外れたものの、ハマーは量産型遠隔操作式二足歩行無人機「ドローン」を完成させ、同時にローディが持ち帰ってきたマーク2に銃火器と装甲を付加して「ウォーマシン」を製作し、「スターク・エキスポ」の会場でドローンとウォーマシンの発表会を行った。ウォーマシンはローディが装着した。S.H.I.E.L.D.のリーダーであるニック・フューリーと彼の仲間だったナタリーことナターシャ・ロマノフに諭されて立ち直ったトニーは、父の遺品から得たヒントを元に新たなリアクターを作り出してパラジウム中毒をも克服し、イワンの企みを阻止するためにエキスポの会場に駆けつける。だが、イワンがドローンとウォーマシンをハッキングしており、ローディがウォーマシンを着ているままで暴れさせた。会場にいたハマーを詰問し、イワンが全ての元凶であることを突き止めたロマノフはハマーのラボラトリーへ急行、ハッキングを解除する事に成功するが、イワンは自分用に作り上げていたアーマーを装着してエキスポへ向かった後だった。トニーとローディはドローン部隊を全滅させ、乗り込んできたイワンとの決戦に挑み、2機のリパルサー・レイでイワンを撃破。アーク・リアクターとアイアンマンのテクノロジーの悪用は防がれたのだった。
数日後、S.H.I.E.L.D.のエージェントであるフィル・コールソンらはアスガルドの神・ソーの持つ魔法のハンマー「ムジョルニア」をニューメキシコ州の砂漠で発見。この出来事が「マイティ・ソー」のプロローグとなる。

## 登場人物
トニー・スターク / アイアンマン
パワードスーツを身に纏ったヒーロー“アイアンマン”である、大富豪の天才発明家。本作では、アーク・リアクターのパラジウムに身体を蝕まれてしまったことにより、スターク・インダストリーズのCEOの座をペッパーに譲渡するが、同時に所々で前作以上に破天荒な振る舞いを見せ、自身を恨むヴァンコとの戦いの余波も手伝って精神面の脆さを一層露呈させ、醜態もさらしてしまう。
ヴァージニア・“ペッパー”・ポッツ
本作のヒロイン。トニーの秘書だったが、実務能力を評価されスターク社CEOに抜擢される。新CEOとして不慣れながらも、経営者としての手腕を発揮するが、それにもかかわらず、次々と突飛な行動をとって、自分や周囲を振り回すトニーに愛想を尽かしてしまう。
ジェームズ・“ローディ”・ローズ / ウォーマシン
アメリカ空軍中佐で、トニーの親友。前作で自らもアーマーを装着して戦うことを望んでいたが、本作で実現しアイアンマン・アーマー マーク2や“ウォーマシン・アーマー”を装着する。
ナタリー・ラッシュマン / ナターシャ・ロマノフ / ブラック・ウィドウ
“ブラック・ウィドウ”のコードネームを持つS.H.I.E.L.D.のエージェント。フューリーからトニーを監視するよう指示を受け、“ナタリー・ラッシュマン”と名乗り、トニーに接近する。
マーベル・スタジオズ社長のケヴィン・フェイグによると、ロマノフの正体を隠すためにティーザー資料のブラック・ウィドウの衣裳かS.H.I.E.L.D.のロゴを編集で隠さなければならなかった。
ジャスティン・ハマー
ハマー・インダストリーズCEO。トニーをライバル視しているも、自社の業務は上手く進んでいない。
モナコでトニーを襲撃した末に身柄を拘束されたヴァンコに興味を惹かれ、彼を脱走させて面会し、自社の利益向上とトニー打倒のために手を結ぶ。
フィル・コールソン
S.H.I.E.L.D.エージェント。本作では物語の後半から登場し、フューリーの指示を受けて、トニーを監視する。
ハワード・スターク
スターク社の創始者にして、先代CEO。トニーの実父であり、本作の時点で故人。
息子であるトニーからは冷たい父親として嫌われていたが、未来のトニーへアーク・リアクター研究を託すメッセージフィルムを残していた。
スターン
アメリカ上院議員。ハマーと共にトニーにアーマー提出を求める。
『キャプテン・アメリカ/ウィンター・ソルジャー』では意外な形で再登場する。
クリスティン・エヴァーハート
雑誌“ヴァニティ・フェア”の女性記者。今回はモナコ・グランプリで、ハマーに密着取材を行う。
ハロルド・“ハッピー”・ホーガン
スターク社CEO専属の運転手兼ボディガード。本作では出番と台詞が増え、コミカルな様子を多く見せると共に、一定の活躍も披露する。
アントン・ヴァンコ
ソ連の物理学者で、イワン・ヴァンコの実父。かつてハワードと共にアーク・リアクターの研究開発に携わった結果、ハワードに強制送還され、貧困生活へ追いやられた経緯からスターク家を恨み、息子であるイワンへ言い聞かせてきた。そして物語の冒頭で息をひきとる。
イワン・アントノヴィッチ・ヴァンコ / ウィップラッシュ
ロシアの物理学者で、アントン・ヴァンコの息子。父からスターク家に対する怨恨を聞かされて育った。
トニーのアイアンマンの正体公表とほぼ同時期にアントンの死を看取り、トニーへの復讐を決意し、父親から伝授された機械工学の腕で作り上げた“ウィップラッシュ・アーマー”を用いてトニーに挑む。
ニック・フューリー
S.H.I.E.L.D.長官。物語の後半から登場し、アーク・リアクターのパラジウムの毒素に身体を蝕まれたトニーを救うために接触・対話する。

## 設定・用語

### ヒーローの装備
アイアンマン・アーマー
本作ではマーク1から6までの6着が登場するが、1と3は使用されない。
ウォーマシン・アーマー マーク1
アイアンマン・アーマー マーク2を改造して完成したアーマー。
ブラック・ ウィドウの武器
“テイザー・ディスク”やH&K USP・ワルサーPPKを駆使する。

### テクノロジー

#### パワードスーツ
ハマー社のアーマー
ハマー・インダストリーズがアイアンマンに対抗して開発した失敗作の量産型アーマー。
ウィップラッシュ・アーマー
ヴァンコがトニーを抹殺するために自ら作り上げたアーマー。ヴァンコが単身で開発したマーク1と、ハマー社の設備を利用して新開発したマーク2の2種類が登場したが、双方とも小型アーク・リアクターを動力源とし、電磁鞭の“エレクトリカル・デス・ウィップ”を両腕部に搭載している。

#### その他のテクノロジー
アーク・リアクター
トニーの心臓保護や本作に登場するパワードスーツ各種の動力源として利用される小型装置。本作においてトニーは、リアクター内部のパラジウムによって体を蝕まれてしまう。
J.A.R.V.I.S.（ジャーヴィス）
トニーの優秀な電脳執事たるAI。
DUM-E（ダミー）&U（ユー）
トニーの発明品の2台のロボットアーム。
スターク・メディカルスキャナー
トニーが自身の血中毒素の数値を測るために度々使用していた、ポケベル風の小型計測機。
プリズム加速器
トニーがアーク・リアクター用の新元素生成のために組み立てた、即席の大掛かりな装置。
ハマー・ドローン
ハマー社製の量産型アーマーが、ハマーと結託したヴァンコの手で改良され完成した量産型遠隔操作式二足歩行無人機。陸・海・空軍・海兵隊の4仕様が存在し、それぞれ8機ずつ、合計32機が登場する。

### その他の銃火器・ビークル

#### 銃火器
グロック17とサブマシンガン以外は、ハマーが売り込みのためにアメリカ空軍へ持参する。
- ハンドガン
  - グロック17 - フューリーが携行する。
  - グンツ GA9
- サブマシンガン
  - H&K MP5A2
  - キメル AP-9
- ライフル
  - FN F2000 タクティカル
  - M4A1 カービン
- ガトリング銃
  - M134 ミニガン
    - GAU-17/A
- ショットガン
  - M26 MASS
- グレネードランチャー
  - MGL Mk 1L

#### ビークル
- 車両
  - アウディ・R8 スパイダー5.2FSIクワトロ - 本作でトニーの主な愛車として登場する。
  - ロールス・ロイス・ファントムVII - 前作に続いてハッピーが業務で運転するが、ヴァンコに破壊される。
  - アウディ・A8 4.2FSIクワトロ - ハッピーがクライマックスで運転する。
  - リンカーン・タウンカー ストレッチ・リムジン（3代目） - ハマー社の社長車として登場する。
  - アキュラ・ZDX - 『マイティ・ソー』の一場面でもあるポスト・クレジット・シーンで、コールソンが本車両でニューメキシコに到着する。
  - ウルフ・WR1 - モナコグランプリに登場するフォーミュラ1カー。
- 航空機・戦闘機
  - ガルフストリーム V - ハマー社のビジネスジェットとして登場。
  - C-17 グローブマスターIII
  - F-16C ファイティング・ファルコン
  - F-22 ラプター
  - B-2 スピリット
  - B-1B ランサー
  - B-52H ストラトフォートレス

このほかにも、スターク社のビジネスジェットとして、ピアッジョ P.180 アヴァンティに酷似した民間航空機が登場する。

### 行事・組織・地域

#### 行事・組織
スターク・エキスポ
“世界と人類の未来のための新たな技術開発”の万博。世界中の企業のCEOや優秀な技術者たちが集い、協力して、会場内に数多くのイベントやパビリオンを運営し、研究成果や発明品を公開する。
スターク・インダストリーズ
巨大複合企業。本作では、トニーからペッパーにCEOが交代する。
S.H.I.E.L.D.
国際平和維持組織。トニーのアベンジャーズの適正調査と、彼の体調不良対処のために、フューリーやナターシャ、コールソンたちがトニーに接触・監視する。
ハマー・インダストリーズ
ハマーがCEOを務める軍需産業。会社全体の技術力はスターク社に劣るが、スターク社が軍需産業から撤退したため、アメリカ政府の兵器請負業者となった。
モナコグランプリ
モナコで行われる、F1世界選手権レース。スターク社やハマー社が当レースのスポンサーであるため、トニーたちやハマーも現地入りする。

#### アメリカ合衆国
カリフォルニア州
スターク邸
マリブにある、トニーの豪邸。
ワークショップ
スターク邸地下にあるトニーのラボ。
ランディーズドーナツ
イングルウッドの一角にあるドーナツショップ。誕生パーティーで泥酔したトニーは、二日酔いを覚ますためにここに立ち寄り、アイアンマン・アーマー マーク4を装着したまま、店舗の屋根の巨大なドーナツのオブジェに座り込んでドーナツを食していたが、そこに現れたフューリーに呼ばれ、人払いされた店内でナターシャの正体を知らされ、パラジウムの毒素による体調悪化の相談をはじめる。
スターク・インダストリーズ本社屋
ロサンゼルスにあるスターク社の本社屋。
エドワーズ空軍基地
ランカスターの近くに位置し、ローディの職場でもあるアメリカ空軍の基地。
アメリカ合衆国議会議事堂
ワシントン州にあるアメリカ合衆国議会の議事堂。ここで行われた公聴会でトニーは、スターンやハマーからアイアンマン・アーマーの提出を求められる。
ニューヨーク州・クイーンズ区
フラッシング・メドウズ・コロナ・パーク
フラッシング地区に位置する公園。戦時中には技術博覧会が、戦後にはスターク・エキスポが数回催されるが、本作のクライマックスでは大規模な戦場と化してしまい、オラクル社の日本庭園風のパビリオン内でトニー&ローディと、ハマー・ドローン群とイワン・ヴァンコの決戦が繰り広げられ、多大な被害が出る。
ハマー・インダストリーズ本社研究所
ハマー社の本社研究所。ヴァンコはここの設備を利用し、ハマー・ドローンとウィップラッシュ・アーマー マーク2を開発した。
ニューメキシコ州
“魅惑の地”の通称を持つアメリカの州の一つ。トニーの監視から別任務に移行したコールソンがこの州へ出張し、ポスト・クレジット・シーンの砂漠でクレーターの中心のムジョルニアを発見する。

#### ロシア
モスクワ
ロシアの首都。現代においてヴァンコ父子は、ここの一角にある安アパートを住居としていた。この安アパートは、物語の冒頭でアントンが息を引き取り、これを看取ったヴァンコがトニーへの復讐から小型アーク・リアクターとウィップラッシュ・アーマー マーク1を製作する場となった。これらの完成後、ヴァンコに偽造パスポートを密売する目的で、“テン・リングス”の手先も市内に現れている。

#### モナコ
モンテカルロ市街地コース
モンテカルロに位置する公道コース。ここのトラックの一部が、トニーとヴァンコの初戦の場となる。

## キャスト
| 役名                                                               | 俳優                      | 日本語吹替 | 日本語吹替   |
| 役名                                                               | 俳優                      | 劇場公開版 | テレビ朝日版 |
| ------------------------------------------------------------------ | ------------------------- | ---------- | ------------ |
| トニー・スターク / アイアンマン                                    | ロバート・ダウニー・Jr    | 藤原啓治   | 池田秀一     |
| ペッパー・ポッツ                                                   | グウィネス・パルトロー    | 岡寛恵     | 田中敦子     |
| ジェームズ・“ローディ”・ローズ / ウォーマシン                      | ドン・チードル            | 目黒光祐   | 山寺宏一     |
| ナタリー・ラッシュマン / ナターシャ・ロマノフ / ブラック・ウィドウ | スカーレット・ヨハンソン  | 佐古真弓   | 冬馬由美     |
| イワン・ヴァンコ / ウィップラッシュ                                | ミッキー・ローク          | 菅生隆之   | 磯部勉       |
| ジャスティン・ハマー                                               | サム・ロックウェル        | 森川智之   | 飛田展男     |
| ニック・フューリー                                                 | サミュエル・L・ジャクソン | 手塚秀彰   | 玄田哲章     |
| J.A.R.V.I.S.の声                                                   | ポール・ベタニー          | 加瀬康之   | 東地宏樹     |
| ハロルド・“ハッピー”・ホーガン                                     | ジョン・ファヴロー        | 大西健晴   | 落合弘治     |
| ハワード・スターク                                                 | ジョン・スラッテリー      | 仲野裕     | 野島昭生     |
| フィル・コールソン                                                 | クラーク・グレッグ        | 村治学     | 根本泰彦     |
| クリスティン・エヴァーハート                                       | レスリー・ビブ            | 北西純子   | 魏涼子       |
| スターン議員                                                       | ギャリー・シャンドリング  | 石住昭彦   | 西村知道     |
| ミード将軍                                                         | エリック・L・ヘイニー     | 原康義     |              |
| ラリー・キング                                                     | スタン・リー              |            |              |

- その他にオラクル社のCEOラリー・エリソン、スペースＸ社のCEOイーロン・マスク、FOXニュースのキャスタービル・オライリー、アメリカのヒップホップDJAdam Goldstein(DJ AM)がカメオ出演している。
- 劇場公開版 - DVD・BD収録。

その他吹き替え：伊藤和晃、高岡瓶々、伝坂勉、宗川めぐみ、藤井ゆき、まつだ志緒理、岡哲也、金元寿子、永吉ユカ、根本泰彦、喜山茂雄、小島敏彦、小林美奈、東條加那子、三浦綾乃、田坂浩樹
- テレビ朝日版 - 初回放送2012年10月7日『日曜洋画劇場』。

その他吹き替え：藤本譲、紺野相龍、木村雅史、宗矢樹頼、原島梢、武田華、加藤拓二、林和良、荻野晴朗、織田芙実、松本佳奈、須藤翔

## スタッフ
- 監督: ジョン・ファヴロー
- 脚本: ジャスティン・セロウ
- 製作: ケヴィン・ファイギ
- 製作総指揮: デニス・L・スチュワート / ルイス・デスポジート / ジョン・ファヴロー / スーザン・ダウニー / アラン・ファイン / スタン・リー / デヴィッド・メイゼル
- 撮影: マシュー・リバティーク, ASC
- プロダクション・デザイン: J・マイケル・リーヴァ
- 編集: リチャード・ピアソン, A.C.E. / ダン・リーベンタール, A.C.E.
- 共同製作: ジェレミー・ラッチャム / ヴィクトリア・アロンソ
- 衣装デザイン: メアリー・ゾフレス
- 視覚効果、アニメーション: インダストリアル・ライト&マジック
- 音楽スーパーヴァイザー: デイヴ・ジョーダン
- 音楽: ジョン・デブニー

## 製作
2008年5月に『アイアンマン』が成功するとマーベル・スタジオは続編を企画中であると発表した。2008年7月、ジョン・ファヴローは続編を監督する契約を交わした。同月、ファヴローとダウニーによる原案を脚本化するためにジャスティン・セローが雇われた。2008年10月、ダウニーは最初の映画を含む新たな4作品分への出演契約を交わした。また『アイアンマン』でニック・フューリーを演じたサミュエル・L・ジャクソンは9本の映画での同役への出演契約を交わし、スカーレット・ヨハンソンもまたブラック・ウィドウ役で複数の映画に出演する契約を交わした。主要撮影は2009年4月6日にカリフォルニア州パサデナのパサデナ・マソニック・テンプルで始まった。主な撮影地はカリフォルニア州マンハッタンビーチのローリー・スタジオである。他に、エドワーズ空軍基地、モナコ、セプルベダ・ダムでもロケが行われた。

### マーケティング
2009年、サンディエゴ・コミコンで約5分間に及ぶ予告編が特別公開。劇場用特報はダウニー・Jr主演の映画『シャーロック・ホームズ』の公開に併せて披露され、本予告は2010年3月7日、『ジミー・キンメル・ライブ!』にダウニー・Jrが出演した際公開された。宣伝パートナーはシマンテック、ドクターペッパー、バーガーキング、セブン-イレブン、アウディ、LGモバイル。宣伝にかかった費用はおよそ7500万ドルと言われている。また、FIFAワールドカップによる観客動員への影響を考慮し、国際公開日が本国アメリカ合衆国の公開よりも早いという異例の措置が取られている。

#### 日本
同じくマーベル・コミックが原作の映画『スパイダーマン2』同様、歌舞伎役者の中村獅童が「和製アイアンマン」としてアイアンマンのコスチュームに身を包み、日本各地でプロモーションが展開された。ジャパンプレミアでは前作のようにキャストの来日はなかったが（前作の公開時にはダウニー・Jrが来日）、中村に加えて格闘家の蝶野正洋が「和製ウィップラッシュ」としてコスチュームを着て登場。さらに日本人で構成されたアイアンガールズも登場した。プレミアの模様はUstreamにてネット配信された。公開時の作品キャッチコピーは「ヒーローになった男、トニー・スターク。次なる試練。」「鉄（アイアン）、なめんなよ」。宣伝パートナーは国土交通省、消防庁、全国理容組合。

## 評価
レビュー・アグリゲーターのRotten Tomatoesでは303件のレビューで支持率は72%、平均点は6.50/10となった。Metacriticでは40件のレビューを基に加重平均値が57/100となった。
2011年1月25日、第83回アカデミー賞で視覚効果賞部門にノミネートされた。

### 興行収入
ヨーロッパ諸国では2010年4月28日に公開され、220万ドルを記録するスタートを切り公開後5日間で53カ国での国際興行収入が1億20万ドルに達した。アメリカ合衆国では4380スクリーンで公開され、公開週末3日間で約1億2812万ドルの興行収入を記録。『パイレーツ・オブ・カリビアン/デッドマンズ・チェスト』に次いで歴代5位の記録となった。IMAXシアターでは48劇場で225万ドルを稼ぎ出し、『トランスフォーマー/リベンジ』の持つ210万ドルという記録を大きく塗り替えた。
2010年6月11日に全国公開され、週末3日間で3億4326万700円の興行収入を記録。配給元のパラマウント ジャパンによると、前作比135%のヒットとなった。だが、公開週の映画動員ランキングでは前週1位を記録している『告白』に及ばず、初登場2位でランクインしている。

## 続編と他のMCU作品とのタイ・イン
- 第1作の公開後に3部作構想で製作されていたことが明らかとなっており、2012年の『アベンジャーズ』（ジョス・ウェドン監督）で『マーベル・シネマティック・ユニバース』シリーズのヒーローが一堂に会した後、これまで同様パラマウント映画の配給によって第3作が製作されることは確実視されていた。しかし2010年10月、パラマウントが今後製作予定であったマーベル・スタジオ映画の世界配給権を約1億1500万ドルでウォルト・ディズニー・スタジオに売却。2009年にマーベル・コミック・グループを買収していたディズニーは、これによりアニメを含むマーベルの映像部門を完全に掌握することとなった。ディズニーとマーベル、そしてパラマウントは「日本を含む世界各国で『アベンジャーズ』『アイアンマン3』をディズニー配給のもと公開する」と発表[38]、結果的に第3作『アイアンマン3』の製作が間接的にではあるが公表された。またこの際、『アイアンマン3』の公開日が2013年5月3日となることも併せて発表された。ファヴロー監督は同じくディズニー製作による、ウォルト・ディズニー・ワールド・リゾートのアトラクション「マジック・キングダム」の映画化に際して監督を降板すると声明を出した[39]が『アベンジャーズ』に製作総指揮として携わっている。
- トニーが父ハワードの遺品を調べるシーンで、キャプテン・アメリカの単行本が確認できる。また、トニーが自宅で新型アーク・リアクターを開発するシーンでは、前作でも僅かに登場したキャプテン・アメリカの盾らしきものが登場するが、プリズム加速器の支えにされてしまう。ちなみに新型リアクターのコアと当初紹介されていた架空の元素「ヴィブラニウム」はキャプテン・アメリカの盾の素材でもある（後にトニーが作り出した新元素は「バッドアシウム」という別元素だったと設定された）。
- ハワードのメモに四次元キューブ（テッセラクト）の三次元投影図が描かれている。四次元キューブはハワードが1942年に回収した架空のエネルギー源である（『キャプテン・アメリカ/ザ・ファースト・アベンジャー』）。
- ラスト近くで特殊機関S.H.I.E.L.D.の倉庫が登場するが、そこで流れているニュース映像にカルヴァー大学で暴れているハルクの姿が映っている。また、ドーナツ屋のシーンでの会話でフューリーがより「大きな」問題を抱えている旨を示唆する（『インクレディブル・ハルク』）。
- 本編のエンドロール終了後、コールソンがニューメキシコ州でクレーターを見つめるシーンで、ソーの武器「ムジョルニア」が登場する（『マイティ・ソー』）。
- ソニー・ピクチャーズとマーベルスタジオの業務提携により、ソニーが映画化権を所有するスパイダーマンのMCU参加が実現したが、それに合わせて加えられた新設定として、本作終盤でアイアンマンのマスクをかぶってドローンと対峙していた少年が、後に『シビル・ウォー/キャプテン・アメリカ』でトニーがスカウトしたピーター・パーカー（スパイダーマン）であったとマーベルスタジオ制作社長のケヴィン・ファイギが語っている[40]。

## 関連情報
- 本作ではORACLE社の製品が登場するほか、ORACLE社のCEOラリー・エリソンのカメオ出演やORACLE社のパビリオンでの戦闘、ホームページ内に本作の特設サイトが開設されるなど、密接な関係になっている。

## テレビ放送
| 回数 | テレビ局   | 番組名（放送枠名） | 放送日        | 放送時間      |
| ---- | ---------- | ------------------ | ------------- | ------------- |
| 1    | テレビ朝日 | 日曜洋画劇場       | 2012年10月7日 | 21:00 - 23:24 |

## 関連商品

### Blu-ray / DVD
2010年10月22日、パラマウント ジャパンよりリリース。
- Blu-ray Disc
  - アイアンマン2 ブルーレイ&DVDセット（3枚組。Blu-ray Disc2枚とDVD1枚のセット）
  - アイアンマン2 Amazon.co.jp限定スチールブック仕様（2枚組）
- DVD
  - アイアンマン2 スペシャル・コレクターズ・エディション（2枚組）

日本では発売初週にDVD『スペシャル・コレクターズ・エディション』が2.8万枚、『ブルーレイ&DVDセット』が3.5万枚売り上げ、オリコン総合ランキングでDVD、Blu-ray共に首位となった。

### サウンドトラック
AC/DCによる本作のサウンドトラックが2010年4月19日にコロムビア・レコードより発売。また、ジョン・デブニーによるスコア盤も同年7月7日に発売された。(国内盤は未発売)

### ノベライズ
アレクサンダー・アーヴァインによるノヴェライズ版が2010年4月にアメリカで発売された。

### ゲーム
2010年5月4日、本作を原作としたTVゲームがマルチプラットフォームでセガより発売された。シナリオは『ジ・インクレディブル・アイアンマン』の原作者であるマット・フラクションが担当。ドン・チードルとサミュエル・L・ジャクソンが声優として参加している。Wii版とPSP版の開発はハイ・ヴォルテージ・ソフトウェアが手がけた。この他、ゲームロフトからiPhoneおよびiPod touch専用のモバイルゲームもリリースされている。